# James Hudson (giocatore di football americano)
James Hudson (Toledo, 13 maggio 1999) è un giocatore di football americano statunitense che milita nel ruolo di offensive tackle per i New York Giants della National Football League (NFL).

## Carriera

### Cleveland Browns
Hudson al college giocò a football a Michigan e all'Università di Cincinnati. Fu scelto nel corso del quarto giro (110º assoluto) nel Draft NFL 2021 dai Cleveland Browns. Debuttò come professionista subentrando nella gara della settimana 2 contro gli Houston Texans. Nella settimana 6 contro gli Arizona Cardinals disputò la prima partita come titolare. La sua stagione da rookie si concluse con 12 presenze, di cui 4 come partente.

### New York Giants
Il 10 marzo 2025 Hudson firmò un contratto biennale del valore di 12 milioni di dollari con i New York Giants.